# Список членов Священного синода Русской православной церкви с 1943 года

## Постоянные члены
Указаны постоянные члены Священного синода с момента восстановления данного органа на Соборе в 1943 году.
| * | Председатель Священного синода      |
| * | Действующие члены Священного синода |

| Имя                    | Вошёл в состав   | кафедра/должность | Выбыл              | Причина выбытия                       |
| ---------------------- | ---------------- | --- | ------------------ | ------------------------------------- |
| Сергий (Страгородский) | 8 сентября 1943  | Патриарх | 15 мая 1944        | скончался                             |
| Алексий I (Симанский)  | 8 сентября 1943  | 1943—1945 — по избранию Собора, 1945—1970 — Патриарх                                                                       | 17 апреля 1970     | скончался                             |
| Николай (Ярушевич)     | 8 сентября 1943  | 1943—1945 — по избранию Собора, 1945—1960 — митрополит Крутицкий                                                           | 19 сентября 1960   | ушёл на покой                         |
| Сергий (Гришин)        | 8 сентября 1943  | по избранию Собора | 14 октября 1943    | скончался                             |
| Иоанн (Соколов)        | 31 января 1945   | митрополит Киевский | 30 марта 1964      | ушёл на покой                         |
| Григорий (Чуков)       | 7 сентября 1945  | митрополит Ленинградский                                                                                                   | 5 ноября 1955      | скончался                             |
| Елевферий (Воронцов)   | 28 ноября 1955   | митрополит Ленинградский                                                                                                   | 27 марта 1959      | скончался                             |
| Питирим (Свиридов)     | 21 апреля 1959   | 1959—1960 — митрополит Ленинградский, 1960—1963 — митрополит Крутицкий                                                     | 10 августа 1963    | скончался                             |
| Гурий (Егоров)         | 19 сентября 1960 | митрополит Ленинградский                                                                                                   | 14 ноября 1961     | перемещён на Симферопольскую кафедру  |
| Пимен (Извеков)        | 18 марта 1961    | 1961 — управляющий делами МП, 1961—1963 — митрополит Ленинградский, 1963—1971 — митрополит Крутицкий, 1971—1990 — Патриарх | 3 мая 1990         | скончался                             |
| Никодим (Ротов)        | 18 марта 1961    | 1961—1972 — председатель ОВЦС, 1963—1978 — митрополит Ленинградский                                                        | 5 сентября 1978    | скончался                             |
| Киприан (Зёрнов)       | 14 ноября 1961   | управляющий делами МП | 25 февраля 1964    | освобождён от должности               |
| Иоасаф (Лелюхин)       | 30 марта 1964    | митрополит Киевский | 24 апреля 1966     | скончался                             |
| Алексий II (Ридигер)   | 22 декабря 1964  | 1964—1986 — управляющий делами МП, 1986—1990 — митрополит Ленинградский, 1990—2008 — Патриарх                              | 5 декабря 2008     | скончался                             |
| Филарет (Денисенко)    | 16 мая 1966      | митрополит Киевский | 27 мая 1992        | уволен с кафедры                      |
| Серафим (Никитин)      | 25 июня 1971     | митрополит Крутицкий | 11 июня 1977       | ушёл на покой                         |
| Ювеналий (Поярков)     | 30 мая 1972      | 1972—1981 — председатель ОВЦС, с 1977 — митрополит Крутицкий                                                               | 15 апреля 2021     | ушёл на покой                         |
| Антоний (Мельников)    | 29 сентября 1978 | митрополит Ленинградский                                                                                                   | 29 мая 1986        | скончался                             |
| Филарет (Вахромеев)    | 14 апреля 1981   | 1981—1989 — председатель ОВЦС, 1989—2013 — экзарх Беларуси                                                                 | 25 декабря 2013    | ушёл на покой                         |
| Сергий (Петров)        | 29 июля 1986     | управляющий делами МП | 30 декабря 1987    | освобождён от должности               |
| Владимир (Сабодан)     | 30 декабря 1987  | 1987—1996 — управляющий делами МП, 1992—2014 — глава Украинской православной церкви                                        | 19 марта 2014      | заменён Местоблюстителем              |
| Кирилл (Гундяев)       | 14 ноября 1989   | 1989—2009 — председатель ОВЦС, с 2009 — Патриарх                                                                           | по настоящее время |                                       |
| Иоанн (Снычёв)         | 20 июля 1990     | митрополит Санкт-Петербургский                                                                                             | 2 ноября 1995      | скончался                             |
| Владимир (Котляров)    | 27 декабря 1995  | митрополит Санкт-Петербургский                                                                                             | 19 марта 2014      | ушёл на покой                         |
| Сергий (Фомин)         | 17 июля 1996     | управляющий делами МП | 26 декабря 2003    | освобождён от должности               |
| Владимир (Кантарян)    | 16 августа 2000  | глава Православной церкви Молдовы                                                                                          | по настоящее время |                                       |
| Климент (Капалин)      | 26 декабря 2003  | управляющий делами МП | 31 марта 2009      | освобождён от должности               |
| Варсонофий (Судаков)   | 31 марта 2009    | 2009—2019 — управляющий делами МП, с 2014 — митрополит Санкт-Петербургский                                                 | по настоящее время |                                       |
| Иларион (Алфеев)       | 31 марта 2009    | председатель ОВЦС | 7 июня 2022        | освобождён от должности               |
| Александр (Могилёв)    | 5 октября 2011   | глава Православной церкви Казахстана                                                                                       | по настоящее время |                                       |
| Викентий (Морарь)      | 5 октября 2011   | глава Среднеазиатского митрополичьего округа                                                                               | по настоящее время |                                       |
| Павел (Пономарёв)      | 25 декабря 2013  | Экзарх Беларуси | 25 августа 2020    | перемещён на Екатеринодарскую кафедру |
| Онуфрий (Березовский)  | 19 марта 2014    | глава Украинской православной церкви                                                                                       | по настоящее время |                                       |
| Савва (Михеев)         | 26 февраля 2019  | управляющий делами МП | 29 октября 2019    | освобождён от должности               |
| Дионисий (Порубай)     | 29 октября 2019  | управляющий делами МП | 11 октября 2023    | освобождён от должности               |
| Вениамин (Тупеко)      | 25 августа 2020  | Экзарх Беларуси | по настоящее время |                                       |
| Павел (Пономарёв)      | 15 апреля 2021   | митрополит Крутицкий | по настоящее время |                                       |
| Антоний (Севрюк)       | 7 июня 2022      | председатель ОВЦС | по настоящее время |                                       |
| Григорий (Петров)      | 11 октября 2023  | управляющий делами МП | по настоящее время |                                       |
| Никандр (Пилишин)      | 12 марта 2024    | председатель Финансово-хозяйственного управления                                                                           | по настоящее время |                                       |

## Временные члены
С 1943 года несколько епархиальных архиереев (в разные годы от трёх до шести, с 2000 года — пять) вызываются для присутствия на одной полугодовой сессии Синода, согласно списку архиереев, по старшинству хиротонии, по одному из каждой группы, на которые разделяются все епархии.
- 1943 год - Андрей Казанский, Алексий Куйбышевский, Иоанн Ярославский.
- Июль 1986  —  Кишиневский Иоанафан, Куйбышевский Вячеслав, Бакинский Антоний
- Сентябрь 1986 — Симферопольский Лев,  Уфимский Анатолий, Тамбовский Валентин
- Март 1987 -  Свердловский Мелхиседек,  Смоленский Кирилл, Кировоградский Сергий,  Одесский Севастьян;
- Июнь 1988 -  Львовский Никодим, Псковский Владимир, Смоленский Кирилл.
- Январь 1989 Астраханский Феодосий, Берлинский Герман,  Харьковский Ириней, Чебоксарский Варнава, Калужский Илиан;
- Январь 1990 Пермский Симон, Рязанский Варлаам, Ровенский Ириней , Пензенский Серафим , Ивановский Амвросий
- Октябрь 1990- Одесский Леонтий, Ярославский Платон, Курский Хрисанф, Тернопольский Лазарь,  Брестский Афанасий , Пермский Константин;
- Май 1991- Нижегородский Николай, Ташкентский Владимир,Тамбовский Евгений, Кишиневский Владимир, Архангельский Пантелеймон, Костромской Александр.
- Июнь 1992 Псковский Владимир, Самарский Евсевий, Ташкентский Владимир, Кишиневский Владимир, Астраханский Филарет,Рижский Александр
- Январь 1993- Калужский Климент,  Алматинский Алексий,  Орловский Паисий,  Казанский Анастасий, Иркутский Вадим, Петрозаводский Феодосий;
- Лето 1994 и продление: Зима 1994/1995 - Нижегородский Николай, Курский Ювеналий, Костромской Александр, Ульяновский Прокл, Пинский Стефан, Тюменский Дмитрий;
- Лето 1995 - Воронежский Мефодий, Волгоградский Герман, Пермский Афанасий, Рижский Александр, Новогрудский Константин, Челябинский Герман;
- Зима 1995/1996 Кишиневский Владимир, Могилевский Михаил, Челябинский Варнава, Ивановский Амвросий, Пензенский Серафим;
- 1996 -Калужский Климент, Ижевский Николай, Тамбовский Евгений, Гомельский Аристарх, Кемеровский Софроний, Екатеринбургский Никон;
- Зима 1996-1997- Нижегородский Николай, Владимирский Евгений, Ростовский Пантелеймон, Йошкар-Олинский Иоанн; Вологодский Максимилиан, Якутский Герман;
- 1997 — Архиепископ Псковский и Великолукский Евсевий; архиепископ Алматинский и Семипалатинский Алексий; архиепископ Ярославский и Ростовский Михей; епископ Самарский и Сызранский Сергий; епископ Астраханский и Енотаевский Иона; епископ Екатеринбургский и Верхотурский Никон;
- 1997—1998 — архиепископ Виленский и Литовский Хризостом; архиепископ Челябинский и Златоустовский Иов; архиепископ Ташкентский и Среднеазиатский Владимир; архиепископ Тверской и Кашинский Виктор; епископ Майкопский и Армавирский Филарет; епископ Петрозаводский и Карельский Мануил;
- 1998 — архиепископ Казанский и Татарстанский Анастасий; епископ Чимкентский и Акмолинский Елевферий; епископ Туровский и Мозырский Петр; епископ Белгородский и Старооскольский Иоанн; епископ Сыктывкарский и Воркутинский Питирим;
- 1998—1999 — архиепископ Краснодарский и Новороссийский Исидор; архиепископ Саратовский и Вольский Александр; архиепископ Витебский и Оршанский Димитрий; архиепископ Саранский и Мордовский Варсонофий; епископ Читинский и Забайкальский Иннокентий; епископ Мурманский и Мончегорский Симон[7];
- 1999 — митрополит Омский и Тарский Феодосий; митрополит Воронежский и Липецкий Мефодий; архиепископ Рязанский и Касимовский Симон; архиепископ Вятский и Слободский Хрисанф; епископ Гомельский и Жлобинский Аристарх; епископ Тираспольский и Дубоссарский Юстиниан[8];
- 1999—2000 — архиепископ Пензенский и Кузнецкий Серафим; архиепископ Орловский и Ливенский Паисий; архиепископ Екатеринбургский и Верхотурский Викентий; епископ Томский и Асиновский Ростислав; епископ Архангельский и Холмогорский Тихон; епископ Новогрудский и Лидский Гурий[9];
- 2000 — архиепископ Ростовский и Новочеркасский Пантелеимон; архиепископ Тамбовский и Мичуринский Евгений; архиепископ Пинский и Лунинецкий Стефан; архиепископ Петрозаводский и Карельский Мануил; епископ Новосибирский и Бердский Сергий[10];
- 2000—2001 — архиепископ Оренбургский и Бузулукский Валентин; архиепископ Уральский и Гурьевский Антоний; архиепископ Красноярский и Енисейский Антоний; архиепископ Рижский и всея Латвии Александр; архиепископ Костромской и Галичский Александр; архиепископ Уфимский и Стерлитамакский Никон[11];
- 2001 — архиепископ Ташкентский и Среднеазиатский Владимир; архиепископ Новгородский и Старорусский Лев; архиепископ Владимирский и Суздальский Евлогий; епископ Астраханский и Енотаевский Иона; епископ Барнаульский и Алтайский Антоний[12];
- 2001—2002 — архиепископ Тобольский и Тюменский Димитрий; епископ Благовещенский и Тындинский Гавриил; епископ Вологодский и Великоустюжский Максимилиан; епископ Элистинский и Калмыцкий Зосима; епископ Полоцкий и Глубокский Феодосий[13];
- 2002 — архиепископ Ижевский и Удмуртский Николай; архиепископ Новосибирский и Бердский Тихон; епископ Хабаровский и Приамурский Марк; епископ Тульский и Белёвский Кирилл; епископ Бакинский и Прикаспийский Александр[14];
- 2002—2003 — митрополит Таллинский и всея Эстонии Корнилий; архиепископ Белгородский и Старооскольский Иоанн; архиепископ Кемеровский и Новокузнецкий Софроний; епископ Майкопский и Адыгейский Пантелеимон; епископ Полоцкий и Глубокский Феодосий[15];
- 2003 — архиепископ Гомельский и Жлобинский Аристарх; архиепископ Рязанский и Касимовский Павел; архиепископ Екатеринбургский и Верхотурский Викентий; архиепископ Якутский и Ленский Герман; епископ Йошкар-Олинский и Марийский Иоанн[16];
- 2003—2004 — архиепископ Псковский и Великолукский Евсевий; архиепископ Симбирский и Мелекесский Прокл; епископ Гродненский и Волковысский Артемий; епископ Читинский и Забайкальский Евстафий; епископ Ставропольский и Владикавказский Феофан[17];
- 2004 — митрополит Ташкентский и Среднеазиатский Владимир; архиепископ Казанский и Татарстанский Анастасий; архиепископ Самарский и Сызранский Сергий; архиепископ Витебский и Оршанский Димитрий; епископ Южно-Сахалинский и Курильский Даниил[18];
- 2004—2005 — митрополит Волгоградский и Камышинский Герман; архиепископ Тверский и Кашинский Виктор; архиепископ Саранский и Мордовский Варсонофий; архиепископ Чимкентский и Акмолинский Елевферий; епископ Могилевский и Мстиславский Софроний[19];
- 2005 — митрополит Екатеринодарский и Кубанский Исидор; архиепископ Пинский и Лунинецкий Стефан; архиепископ Мурманский и Мончегорский Симон; епископ Петропавловский и Камчатский Игнатий; епископ Нижегородский и Арзамасский Георгий[20];
- 2005—2006 — митрополит Чебоксарский и Чувашский Варнава, архиепископ Петрозаводский и Карельский Мануил, архиепископ Владивостокский и Приморский Вениамин, епископ Липецкий и Елецкий Никон, епископ Единецкий и Бричанский Доримедонт[21];
- 2006 — архиепископ Пензенский и Кузнецкий Филарет; архиепископ Ярославский и Ростовский Кирилл; епископ Новогрудский и Лидский Гурий; епископ Барнаульский и Алтайский Максим; епископ Тамбовский и Мичуринский Феодосий[22];
- 2006—2007 — митрополит Виленский и Литовский Хризостом; архиепископ Тульский и Белёвский Алексий; архиепископ Вологодский и Великоустюжский Максимилиан; архиепископ Томский и Асиновский Ростислав; епископ Кагульский и Комратский Анатолий[23];
- 2007 — митрополит Рижский и всея Латвии Александр; епископ Иваново-Вознесенский и Кинешемский Иосиф; епископ Ставропольский и Владикавказский Феофан; епископ Саратовский и Вольский Лонгин; епископ Якутский и Ленский Зосима[24];
- 2007—2008 — митрополит Вятский и Слободской Хрисанф; митрополит Ижевский и Удмуртский Николай; архиепископ Ростовский и Новочеркасский Пантелеимон; архиепископ Владимирский и Суздальский Евлогий; епископ Брестский и Кобринский Иоанн[25];
- 2008 — митрополит Ташкентский и Среднеазиатский Владимир; митрополит Рижский и всея Латвии Александр; архиепископ Корсунский Иннокентий; архиепископ Белгородский и Старооскольский Иоанн; архиепископ Ярославский и Ростовский Кирилл[26];
- 2008—2009 — митрополит Оренбургский и Бузулукский Валентин; архиепископ Костромской и Галичский Александр; архиепископ Новосибирский и Бердский Тихон; епископ Брянский и Севский Феофилакт; епископ Туровский и Мозырский Стефан[27];
- 2009 — митрополит Оренбургский и Бузулукский Валентин; архиепископ Костромской и Галичский Александр; архиепископ Новосибирский и Бердский Тихон; епископ Брянский и Севский Феофилакт; епископ Туровский и Мозырский Стефан[28];
- 2009—2010 — митрополит Днепропетровский и Павлоградский Ириней; архиепископ Брюссельский и Бельгийский Симон; архиепископ Иркутский и Ангарский Вадим; архиепископ Элистинский и Калмыцкий Зосима; епископ Архангельский и Холмогорский Тихон[29];
- 2010 — митрополит Одесский и Измаильский Агафангел; архиепископ Новгородский и Старорусский Лев; архиепископ Абаканский и Кызылский Ионафан; архиепископ Сурожский Елисей; епископ Бельцкий и Фэлештский Маркелл[30];
- 2010—2011 — митрополит Симферопольский и Крымский Лазарь; митрополит Восточно-Американский и Нью-Йоркский Иларион; архиепископ Симбирский и Мелекесский Прокл; епископ Бакинский и Прикаспийский Александр; епископ Южно-Сахалинский и Курильский Даниил[31];
- 2011 — митрополит Луганский и Алчевский Иоанникий; архиепископ Берлинский и Германский Феофан; архиепископ Петрозаводский и Карельский Мануил; архиепископ Астраханский и Енотаевский Иона; архиепископ Томский и Асиновский Ростислав[32];
- 2011−2012 — митрополит Черновицкий и Буковинский Онуфрий; митрополит Красноярский и Ачинский Пантелеимон; митрополит Хабаровский и Приамурский Игнатий; архиепископ Чимкентский и Таразский Елевферий; епископ Пятигорский и Черкесский Феофилакт[33];
- 2012 — митрополит Луцкий и Волынский Нифонт; митрополит Уфимский и Стерлитамакский Никон; митрополит Рязанский и Михайловский Павел; епископ Майкопский и Адыгейский Тихон; епископ Кемеровский и Новокузнецкий Аристарх[34];
- 2012 −2013 — митрополит Омский и Таврический Владимир; митрополит Пензенский и Нижнеломовский Вениамин; архиепископ Хустский и Виноградовский Марк; архиепископ Мурманский и Мончегорский Симон; епископ Тираспольский и Дубоссарский Савва[35];
- 2013 — митрополит Ростовский и Новочеркасский Меркурий; архиепископ Берлинско-Германский и Великобританский Марк; архиепископ Витебский и Оршанский Димитрий; архиепископ Ровенский и Острожский Варфоломей; епископ Улан-Удэнский и Бурятский Савватий[36];
- 2013—2014 — митрополит Тернопольский и Кременецкий Сергий, митрополит Ставропольский и Невинномысский Кирилл, архиепископ Курганский и Шадринский Константин, архиепископ Биробиджанский и Кульдурский Иосиф, епископ Корсунский Нестор[37];
- 2014 — митрополит Брянский и Севский Александр, митрополит Саранский и Мордовский Зиновий, архиепископ Тульчинский и Брацлавский Ионафан, архиепископ Женевский и Западно-Европейский Михаил, епископ Енисейский и Норильский Никодим[38];
- 2014—2015 — митрополит Каменец-Подольский и Городокский Феодор; митрополит Вологодский и Кирилловский Игнатий; архиепископ Брюссельский и Бельгийский Симон; епископ Единецкий и Бричанский Никодим; епископ Петропавловский и Камчатский Артемий[39];
- 2015 — митрополит Рижский и всея Латвии Александр, митрополит Луганский и Алчевский Митрофан, митрополит Ханты-Мансийский и Сургутский Павел, архиепископ Южно-Сахалинский и Курильский Тихон, епископ Касимовский и Сасовский Дионисий[40];
- 2015—2016 — митрополит Смоленский и Рославльский Исидор; архиепископ Мукачевский и Ужгородский Феодор; епископ Бельцкий и Фэлештский Маркелл; епископ Магаданский и Синегорский Иоанн; епископ Махачкалинский и Грозненский Варлаам[41];
- 2016 — митрополит Тобольский и Тюменский Димитрий; митрополит Нижегородский и Арзамасский Георгий; митрополит Горловский и Славянский Митрофан; архиепископ Монреальский и Канадский Гавриил; епископ Даугавпилсский и Резекненский Александр[42];
- 2016−2017 — митрополит Черновицкий и Буковинский Мелетий, митрополит Пензенский и Нижнеломовский Серафим, архиепископ Сурожский Елисей, архиепископ Салехардский и Ново-Уренгойский Николай, епископ Душанбинский и Таджикистанский Питирим[43];
- 2017, лето — митрополит Николаевский и Очаковский Питирим; митрополит Хабаровский и Приамурский Владимир; митрополит Астраханский и Камызякский Никон; епископ Каракасский и Южно-Американский Иоанн; епископ Нарьян-Марский и Мезенский Иаков[44];
- 2017—2018 — митрополит Кировоградский и Новомиргородский Иоасаф; епископ Бобруйский и Быховский Серафим; епископ Кызыльский и Тывинский Феофан; епископ Новороссийский и Геленджикский Феогност; епископ Североморский и Умбский Митрофан[45];
- 2018 — митрополит Симферопольский и Крымский Лазарь; митрополит Рязанский и Михайловский Марк; архиепископ Анадырский и Чукотский Матфей; епископ Даугавпилсский и Резекненский Александр; епископ Корсунский Нестор[46];
- 2018—2019 — митрополит Запорожский и Мелитопольский Лука; митрополит Барнаульский и Алтайский Сергий; епископ Рыбинский и Даниловский Вениамин; епископ Находкинский и Преображенский Николай; епископ Нарвский и Причудский Лазарь[47];
- 2019, лето — архиепископ Калининградский и Балтийский Серафим (Мелконян); архиепископ Якутский и Ленский Роман (Лукин); архиепископ Венский и Будапештский Антоний (Севрюк); епископ Туровский и Мозырский Леонид (Филь); епископ Сочинский и Туапсинский Герман (Камалов)[48].
- 2019—2020 — митрополит Челябинский и Миасский Григорий (Петров); митрополит Читинский и Петровск-Забайкальский Димитрий (Елисеев); епископ Выборгский и Приозерский Игнатий (Пунин);  митрополит Архангельский и Холмогорский Корнилий (Синяев); епископ Сурожский Матфей (Андреев) [49].
- 2020, лето — митрополит Иркутский и Ангарский Максимилиан (Клюев); архиепископ Подольский Тихон (Зайцев); епископ Ахтубинский и Енотаевский Антоний (Азизов); епископ Уваровский и Кирсановский Игнатий (Румянцев); епископ Нижнетагильский и Невьянский Евгений (Кульберг). Избраны архиереи для участия в летней сессии Священного Синода 2020 года.
- 2020-2021 — архиепископ Южно-Сахалинский и Курильский Аксий (Лобов); епископ Боровичский и Пестовский Ефрем (Барбинягра); епископ Бузулукский и Сорочинский Алексий (Антипов); епископ Шахтинский и Миллеровский Симон (Морозов); епископ Рославльский и Десногорский Мелетий (Павлюченков)[50].
- 2021, лето — митрополит Таллинский и всея Эстонии Евгений (Решетников); митрополит Волгоградский и Камышинский Феодор (Казанов); епископ Лысковский и Лукояновский Силуан (Глазкин); епископ Минусинский и Курагинский Никанор (Анфилатов); епископ Нижнетагильский и Невьянский Алексий (Орлов)[51].
- 2021-2022 — митрополит Виленский и Литовский Иннокентий (Васильев); митрополит Бориспольский и Броварский Антоний (Паканич); митрополит Ставропольский и Невинномысский Кирилл (Покровский); митрополит Хабаровский и Приамурский Артемий (Снигур); епископ Каменский и Камышловский Мефодий (Кондратьев) [52].
- 2022-2023 - митрополит Тверской и Кашинский Амвросий (Ермаков); митрополит Псковский и Порховский Тихон (Шевкунов); митрополит Клинский Леонид (Горбачёв), Патриарший экзарх Африки; архиепископ Петропавловский и Камчатский Феодор (Малаханов); епископ Калачинский и Муромцевский Петр (Мансуров)[53].
- 2023, лето ― митрополит Новгородский и Старорусский Лев (Церпицкий); митрополит Липецкий и Задонский Арсений (Епифанов); митрополит Казанский и Татарстанский Кирилл (Наконечный); митрополит Сингапурский и Юго-Восточно-Азиатский Сергий (Чашин); епископ Северобайкальский и Сосново-Озёрский Николай (Кривенко)[54].
- 2023-2024, зима — архиепископ Ровеньковский и Свердловский Аркадий (Таранов); архиепископ Анадырский и Чукотский Ипатий (Голубев); епископ Кинешемский и Палехский Иларион (Кайгородцев); епископ Бишкекский и Кыргызстанский Савватий (Загребельный); епископ Североморский и Умбский Тарасий (Перов)[55].
- 2024, лето — епископ Белёвский и Алексинский Серафим (Кузьминов), епископ Выборгский и Приозерский Варнава (Баранов), епископ Алатырский и Порецкий Феодор (Белков), епископ Рубцовский и Алейский Роман (Корнев), епископ Ейский и Тимашёвский Павел (Григорьев)[56].
- 2024-2025, зима ― митрополит Луганский и Алчевский Пантелеимон (Поворознюк), епископ Ванинский и Переяславский Аристарх (Яцурин), епископ Карасукский и Ордынский Филипп (Новиков), епископ Губкинский и Грайворонский Софроний (Китаев), епископ Черняховский и Славский Николай (Дегтярёв)[57].
- 2025, лето ― митрополит Новокаховский и Генический Филарет (Зверев), митрополит Костромской и Нерехтский Ферапонт (Кашин), архиепископ Воркутинский и Усинский Марк (Давлетов), епископ Балашовский и Ртищевский Тарасий (Владимиров), епископ Ишимский и Аромашевский Тихон (Бобов)[58].
- 2025-2026, зима — митрополит Воронежский и Лискинский Леонтий (Козлов), епископ Биробиджанский и Кульдурский Лука (Волчков), епископ Альметьевский и Бугульминский Мефодий (Зайцев), епископ Скадовский и Алешкинский Филарет (Гаврин), епископ Енисейский и Лесосибирский Игнатий (Голинченко)[59].